# حرشفيات الأجنحة الحديثة
حرشفيات الأجنحة الحديثة (الاسم العلمي: Neolepidoptera)، فرع حيوي من الحشرات ضمن الفرع الحيوي 	عضليات الخرطوم في رتيبة ذوات الخرطوم ورتبة حرشفيات الأجنحة، تضم الفراشات والعثث.

## التصنيف
- حرشفيات الأجنحة الحديثة
  - دون رتبة خارجيات المسم
    - عثث نيوزيلندا البدائية
    - عثث شبحية وأشباهها
      - عثث شبحية
        - عث الشبح

  - دون رتبة متغايرات العروق
    - فوق فصيلة الفراشات الحقيقية
    - فوق فصيلة السوسيات الفراشية وأشباهها
    - فوق فصيلة العثث منحنية القرن
    - فوق فصيلة سليلات وأشباهها
    - فوق فصيلة عثث حريرية وأشباهها
    - حرشفيات الأجنحة الحقيقية
      - ثنائيات المسم
        - ثنائيات المسم المنفصلة
          - مكبلات الأطراف
            - فوق فصيلة كثيرات الريش

      - أحاديات المسم